# رابطة الجمعيات القرآنية (تونس)

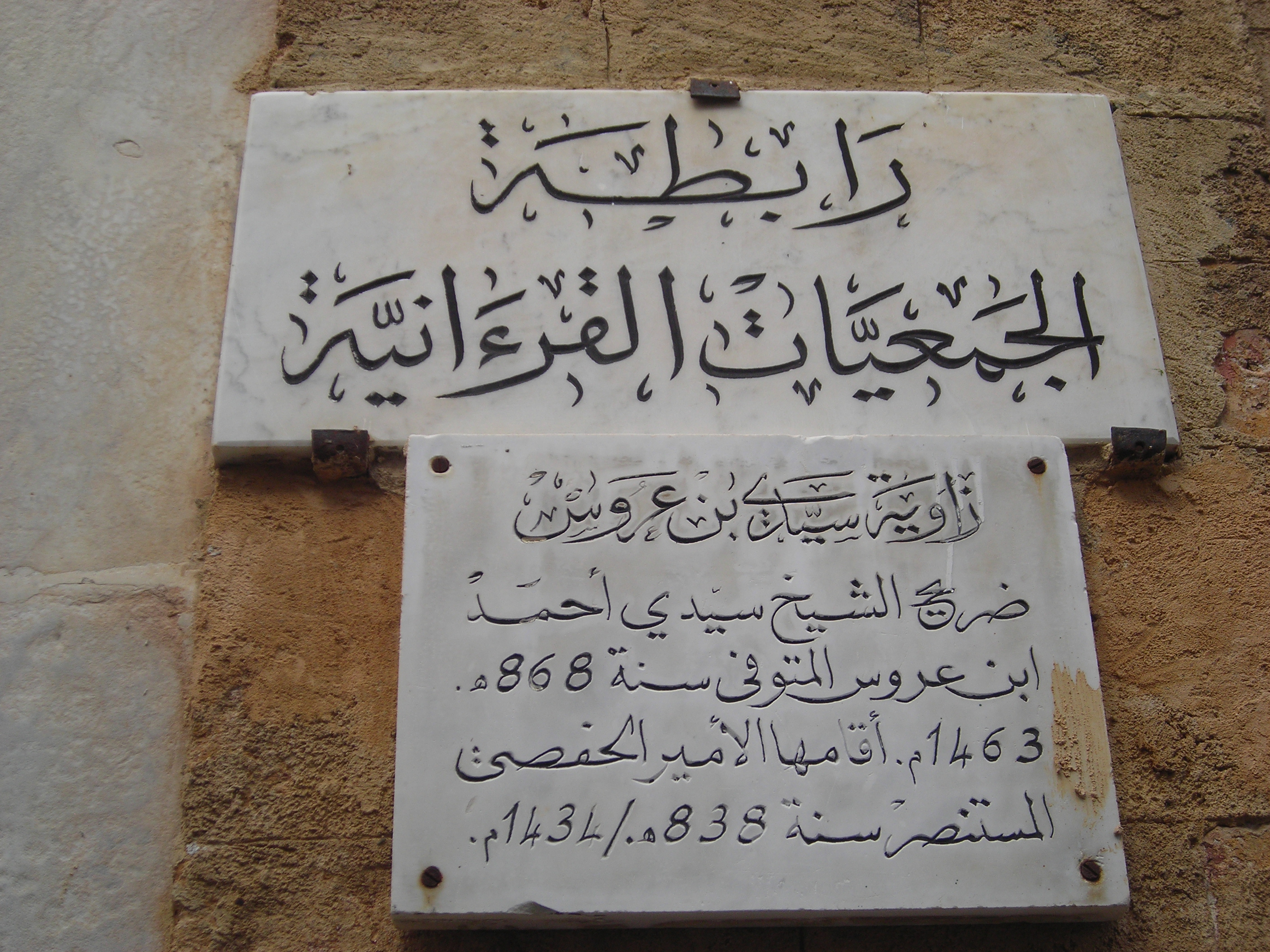
رابطة الجمعيات القرآنية(زاوية سيدي بن عروس)

رابطة الجمعيات القرانية كانت تسمى الجمعية القومية للمحافظة على القرآن الكريم تأسّست سنة 1968، ثمّ حملت اسم رابطة الجمعيات القرآنية بتونس سنة 1988.

## العنوان
23 نهج سيدي بن عروس، 1008 تونس.

## أهدافها
تهدف رابطة الجمعيات القرآنية إلى:
1. تحفيظ القرآن الكريم بمختلف الوسائل الممكنة، مع فهم المعاني والمقاصد وحسن الأداء وذلك باستعمال الطرق البيداغوجية والوسائل العصرية والوسائط كالإعلامية.
2. نشر القرآن وتوفير الظروف التي تسمح بذلك، كطبع المصاحف وإيجاد المكتبات وإقامة التربصات لتصحيح التلاوة وتوزيع المنح والمساعدات الوطنية والخارجية، تخصيص جوائز، تنشيطا لحفظة القرآن من الناشئين والكهول توزع عليهم فيما ينظم من مسابقات وتظاهرات ومهرجانات.
3. تمثيل الجمعيات القرآنية في الخارج.
4. تقديم الإرشاد والتوجيه إلى الجمعيات القرآنية.
5. توثيق الروابط بين حفاظ القرآن في الجمهورية التونسية والخارج.
6. العمل على نشر الفضيلة وحسن الأخلاق بين مختلف طبقات المجتمع التونسي تجذيرا للسلوك الحضاري الإسلامي والتمسك بالهوية الوطنية.

## رؤساء الجمعية
يعتبر رئيس الجمعية القرآنية للمحافظة على القرآن الكريم التي تأسست سنة 1968 في تونس الوريث الشرعي للقب «شيخ سجادة الإقراء» بعد تحويل جامع الزيتونة سنة 1956 إلى جامعة عصرية، وهو لقب أطلق على شيخ قراء تونس بجامع الزيتونة في العهد الحفصي المتخصص في علم القراءات رواية ودراية، وبذلك يكون رئيس الجمعية هو شيخ القراء بالبلاد.

### شيوخ سجادة الإقراء بجامع الزيتونة
1. الإمام أبو العباس أحمد بن موسى البطرني
2. الإمام أبو عبد الله محمد بن جابر الوادياشي
3. الإمام أبو عبد الله محمد ابن عرفة الورغمي
4. الإمام أبو عبد الله محمد بن قاسم الرصاع
5. الإمام أبو القاسم بن عبد الرحمن البرشكي
6. الإمام أبو الفضل بن أبي القاسم البرشكي
7. الشيخ ساسي المقرئ، وهو أول من أدخل القراءات العشر الكبرى لتونس
8. الشيخ أبو عبد الله محمد العامري
9. الشيخ أبو الفضل المسراتي
10. الشيخ علي بن محمد العامري
11. الشيخ أبو الفضل بن علي العامري
12. الشيخ حسن بن علي العامري
13. الشيخ حمودة بن حسن العامري
14. الشيخ أحمد بن قاسم عزوز
15. الشيخ محمد بن أحمد عزوز
16. الشيخ محمد الرايس
17. الشيخ محمد البشير التواتي
18. الشيخ محمد بن يالوشة
19. الشيخ إبراهيم بن أحمد المارغني
20. الشيخ عبد الواحد بن إبراهيم المارغني
21. الشيخ محمد المختار المؤدب
22. الشيخ عثمان العياري

### رؤساء الرابطة الوطنية للقرآن الكريم
1. الشيخ محمد الشاذلي النيفر والشيخ محمد الهادي بالحاج
2. الشيخ محمد علي الدلاعي
3. الشيخ محمد مشفر